# Písek (district de Hradec Králové)
Pour les articles homonymes, voir Písek (homonymie).
Písek (en allemand : Pisek) est une commune du district de Hradec Králové, dans la région de Hradec Králové, en République tchèque. Sa population s'élevait à 271 habitants en 2022.

## Géographie
Písek se trouve à 3 km à l'est de Chlumec nad Cidlinou, à 24 km à l'ouest de Hradec Králové et à 77 km à l'est-nord-est de Prague.
La commune est limitée par Mlékosrby au nord, par Kosice au nord-est, par Stará Voda au sud-est, et par Nové Město au sud-ouest et à l'ouest.

## Histoire
La première mention écrite de la localité date de 1386.

## Galerie

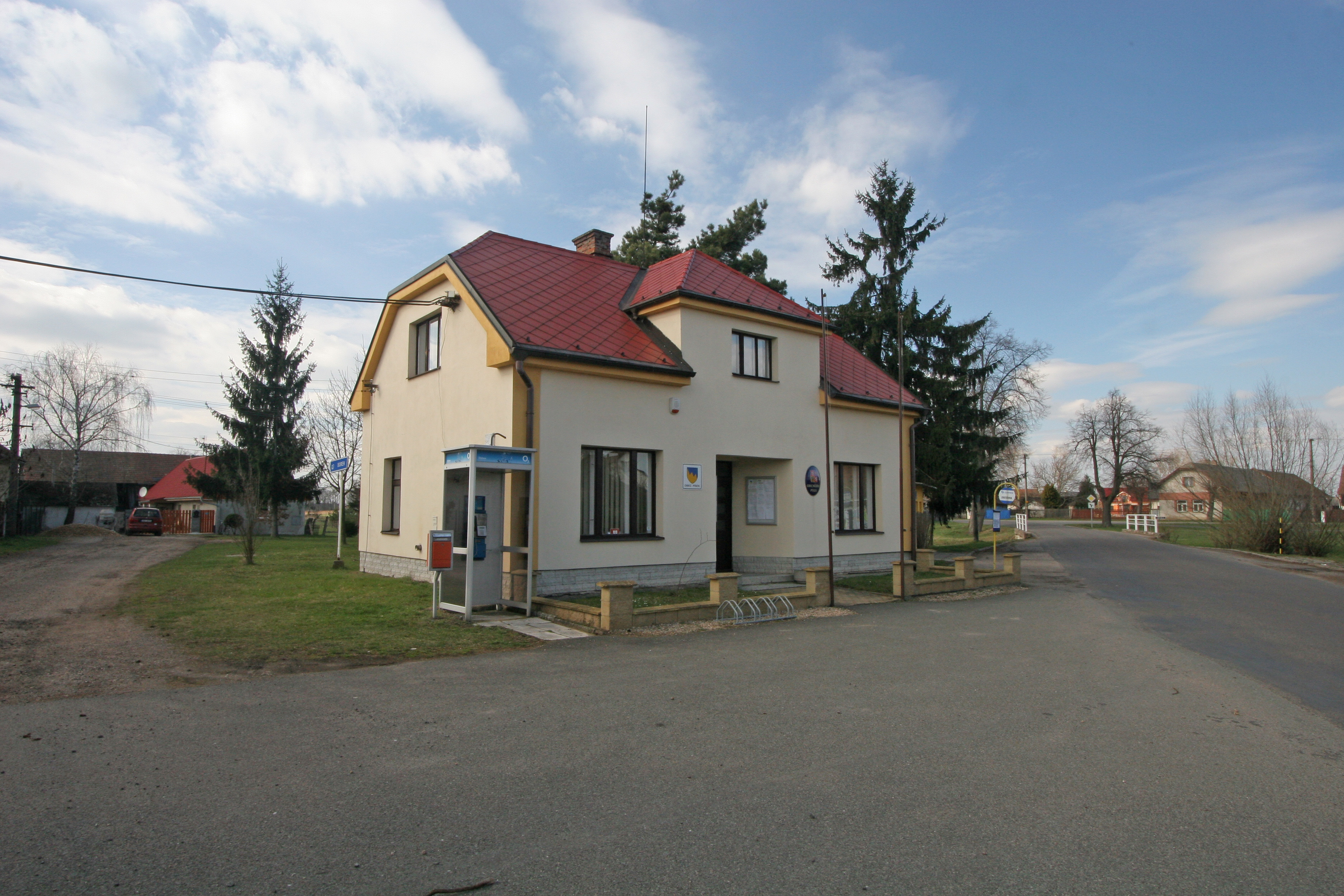
Písek : la mairie.
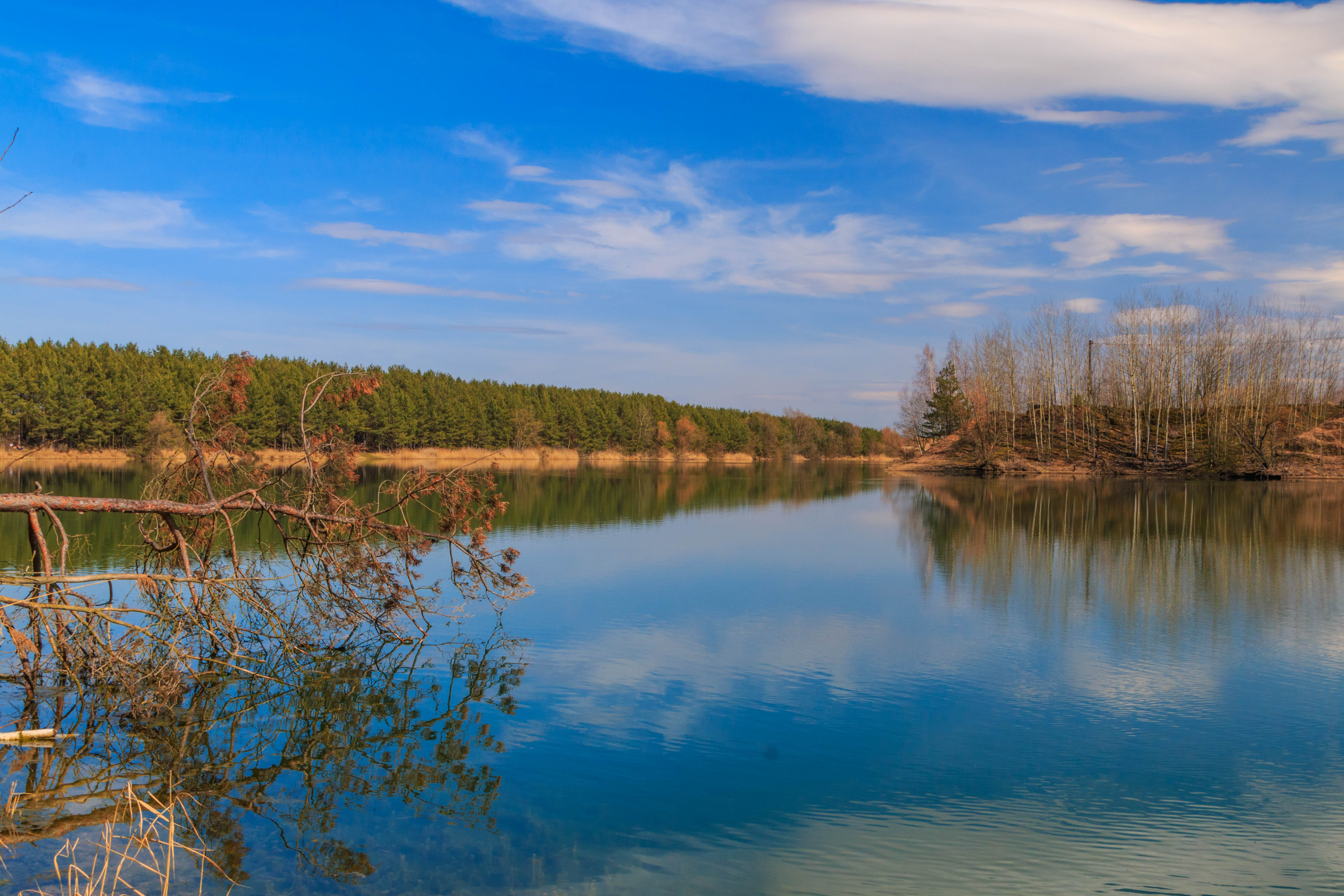
Étang à Písek.

## Transports
Par la route, Písek se trouve à 3,7 km de Chlumec nad Cidlinou, à 26 km de Hradec Králové et à 93 km de Prague.